# Caroline chérie (film, 1951)
Pour les articles homonymes, voir Caroline chérie.
Série
Un caprice de Caroline chérie
(1953)
Pour plus de détails, voir Fiche technique et Distribution.
Caroline chérie est un film français réalisé par Richard Pottier, sorti en 1951. Le film est adapté d'un roman de Cécil Saint-Laurent.
Le rôle-titre est tenu par Martine Carol.

## Synopsis
Jeune aristocrate qui fête ses 16 ans le 14 juillet 1789, Caroline de Bièvre vit péniblement la Révolution tout en cherchant à retrouver son premier amour, Gaston de Sallanches.
Ballottée de droite à gauche, chez les Blancs, partisans royalistes, et les Bleus, soldats de l'armée révolutionnaire, Caroline doit souvent la vie à son physique avenant et à sa volupté naturelle.

## Fiche technique
- Réalisation : Richard Pottier
- Scénario : d’après le roman éponyme de Cécil Saint-Laurent
- Adaptation et dialogues : Jean Anouilh, Michel Audiard
- Assistant réalisateur : Jean Valère
- Images : Maurice Barry
- Son : René-Christian Forget
- Musique : Georges Auric
- Montage : Jean Feyte
- Décors : Jacques Krauss
- Costumes : Marie Ange Schlicklin[1]
- Production : Cinéphonic, Société nouvelle des établissements Gaumont
- Directeur de production : Paul Cadéac
- Durée : 140 min
- Pellicule 35 mm, noir et blanc
- Genre : Comédie dramatique
- Première présentation le 7 août 1950

## Distribution
- Martine Carol : Caroline de Bièvre
- Jacques Dacqmine : Gaston de Sallanches
- Marie Déa : Mme de Coigny
- Raymond Souplex : le docteur Belhomme
- Jacques Clancy : Georges Berthier
- Pierre Cressoy : Pont-Bellanger
- Paul Bernard : de Boimussy
- Jacques Bernard : Henri de Bièvre
- Nadine Alari : Charlotte Berthier
- Germaine Kerjean : la Chabannes
- Madeleine Barbulée : Mlle de Tourville
- Yvonne de Bray : la duchesse de Bussez
- Alfred Adam : Jules, le postillon
- Jane Marken : Cathy, la nourrice
- Jacques Dufilho : le valet de Pont-Bellanger
- Jacques Varennes: le marquis de Bièvre
- Colette Régis : la marquise de Bièvre
- Danièle Seller : Louise de Bièvre
- Sophie Leclair : Marie-Anne de Forbin
- Claire Olivier : la chanoinesse
- Jacques Baumer : le noble chez Belhomme
- Robert Hommet : Charmeil
- Olivier Hussenot : un commissaire
- Robert Seller : un commissaire
- Marcelle Praince : la citoyenne Bouchon
- Germaine Reuver : la citoyenne Poilu
- Catherine Fonteney : la vieille belle
- Henri Niel : Van Krift
- René Hell : le cocher
- Georges Paulais : le domestique chez Coigny
- Alexandre Mihalesco : l'aubergiste
- Hubert Noël : un ami de Gaston
- Zélie Yzelle : une voyageuse du coche
- Geneviève Morel : une voyageuse du coche
- Jacques de Féraudy : un aristocrate blessé
- Julienne Paroli : une voisine de Cathy
- Pierre Duncan : un voisin de Cathy
- Solange Guibert : une prisonnière
- Paule Emanuele : une prisonnière
- Jacky Blanchot : un chouan
- Christian Fourcade : P'tit Louis, le gamin
- Jean Debucourt : voix du narrateur
- Nadine Tallier : doublure de Martine Carol
- Georges Géret : un gardien de la Conciergerie
- Chaumel : le maréchal-ferrant
- Léon Berton
- Pierre Cadot
- Jack Claret
- Yvonne Dany
- Bernard Farrel
- Claude Le Lorrain
- René Marjac
- Louis de Nalair
- Joëlle Robin
- Brigitte Bargès

## Autour du film
Le film fut tourné au château de Brou, à Brou-sur-Chantereine (Seine-et-Marne)[réf. souhaitée].
Le film eut un énorme succès en France, portant Martine Carol au rang de star, sur le mode du « star system » américain de l'époque[réf. souhaitée]. Le film eut deux suites, toutes deux réalisées par Jean Devaivre :
- Un caprice de Caroline chérie en 1952, avec Martine Carol, Jacques Dacqmine et Jean-Claude Pascal ;
- Le Fils de Caroline chérie en 1954, avec Jean-Claude Pascal (dans un rôle différent de celui qu'il interprétait dans l'opus précédent), Jacques Dacqmine, Sophie Desmarets, Magali Noël et Brigitte Bardot... mais sans Martine Carol, le personnage de Caroline n'apparaissant à aucun moment dans l'intrigue.

Le film eut également un remake en 1967-1968 (voir : Caroline chérie), avec France Anglade dans le rôle-titre.
Pour la scène de nu, Martine Carol fut doublée par Nadine Tallier, pseudonyme de la future Nadine de Rothschild[réf. souhaitée]. 